# Engelbert al II-lea, Conte de Gorizia
Engelbert al II-lea (d. 13/16 ianuarie c. 1189) aparținând Casei de Gorizia, a fost conte de Gorizia din 1150 până la sfârșitul vieții. El a fost, de asemenea, margraf al Istriei și vogt al Patriarhiei de Aquileia.

## Biografie
Părinții lui Engelbert al II-lea au fost contele Meinhard I de Gorizia și Elisabeta de Schwarzenburg (numită și Ellisa), fiică a contelui Botho de Schwarzenburg (Bavaria) și a soției lui Petrissa. 
În mai 1132 Engelbert este menționat pentru prima dată  în calitate de conte de Eberstein (Carintia). În jurul anului 1137 apare în documente ca vogt (advocatus) al Abației benedictine din Millstatt. De asemenea, conform unui document din anii 1146–1161 el a fost vogt în Aquileia și al mănăstirii benedictine Sf. Maria.
După moartea tatălui său în jurul anului 1142, Engelbert a domnit împreună cu fratele său, contele Henric I care s-a aflat mai mult în teritoriile din sud. După moartea lui Henric (1148/1149), Meinhard a cârmuit singur. El a abuzat în mod grosolan de funcția sa de vogt în patriarhia Aquileia. Există informații despre devastări care au avut loc pe teritoriul patriarhiei. Într-o zi stabilită de Pilgrim, patriarhul Aquileiei pentru judecata atacurilor, acesta a fost atacat și prins de Engelbert. În fața unei asemenea îndrăzneli nobilii au intervenit. Printr-un tratat încheiat la Ramuscello pe 21 aprilie 1150, lui Engelbert al II-lea i-au fost impuse: plata unor mari daune către patriarhie, acordarea unor moșteniri în cazul în care el ar fi murit fără urmași și depunerea unui jurământ de credință față de patriarhul Aquileiei. Contele Engelbert al II-lea este menționat fiind în viață pe 5 septembrie 1186 și pentru ultima dată împreună cu fiul său Meinhard al II-lea într-un document emis de patriarhul Aquileia în 1188.
Engelbert a murit în jurul anului 1189, mai multe registre ale deceselor înregistrând data de 13/16 ianuarie. Fii săi au preluat cârmuirea după moartea sa.  
Contele Engelbert al II-lea a fost uneori numit în mod eronat Conte al Palatinatului. Istoricul Hermann Wiesflecker îl înregistrează pe Engelbert al II-lea cu titlul de Conte al Palatinatului. Acest lucru se datorează unei note nedatate din Traditionscodex (Codexul tradițional) al Abației Michaelbeuren, care se referă la o fiică nelegitimă a lui Palatinus comes Engelbertus datată mult mai târziu de abatele Willibald Hauthaler (1843–1922) în jurul anului 1145. Nota conține totuși referiri la două acte juridice contrare apărute la distanță în timp și de aceea fiica nelegitimă e mult mai posibil să fie atribuită contelui palatin Engelbert I. De asemenea, ar fi neobișnuit ca Engelbert al II-lea, care este menționat în documente din 1132 până în jurul anului 1189, să apară deodată și izolat cu titlul de Conte Palatin într-o singură sursă în jurul anului 1145. 

## Căsătorie și descendenți
Engelbert s-a căsătorit cu Adelaida de (Dachau)-Valley, fiica contelui Otto I de Dachau-Valley, o linie colaterală a familiei conților de Scheyern-Wittelsbach. Adelaida este menționată într-un document în jurul anului 1157 și apoi la începutul anului 1177, dar apartenența la familia Valley rezultă doar din cronicile timpului. 
Engelbert și Adelaida au avut doi fii:
- Meinhard al II-lea,
- Engelbert al III-lea.